# Raimund Krone

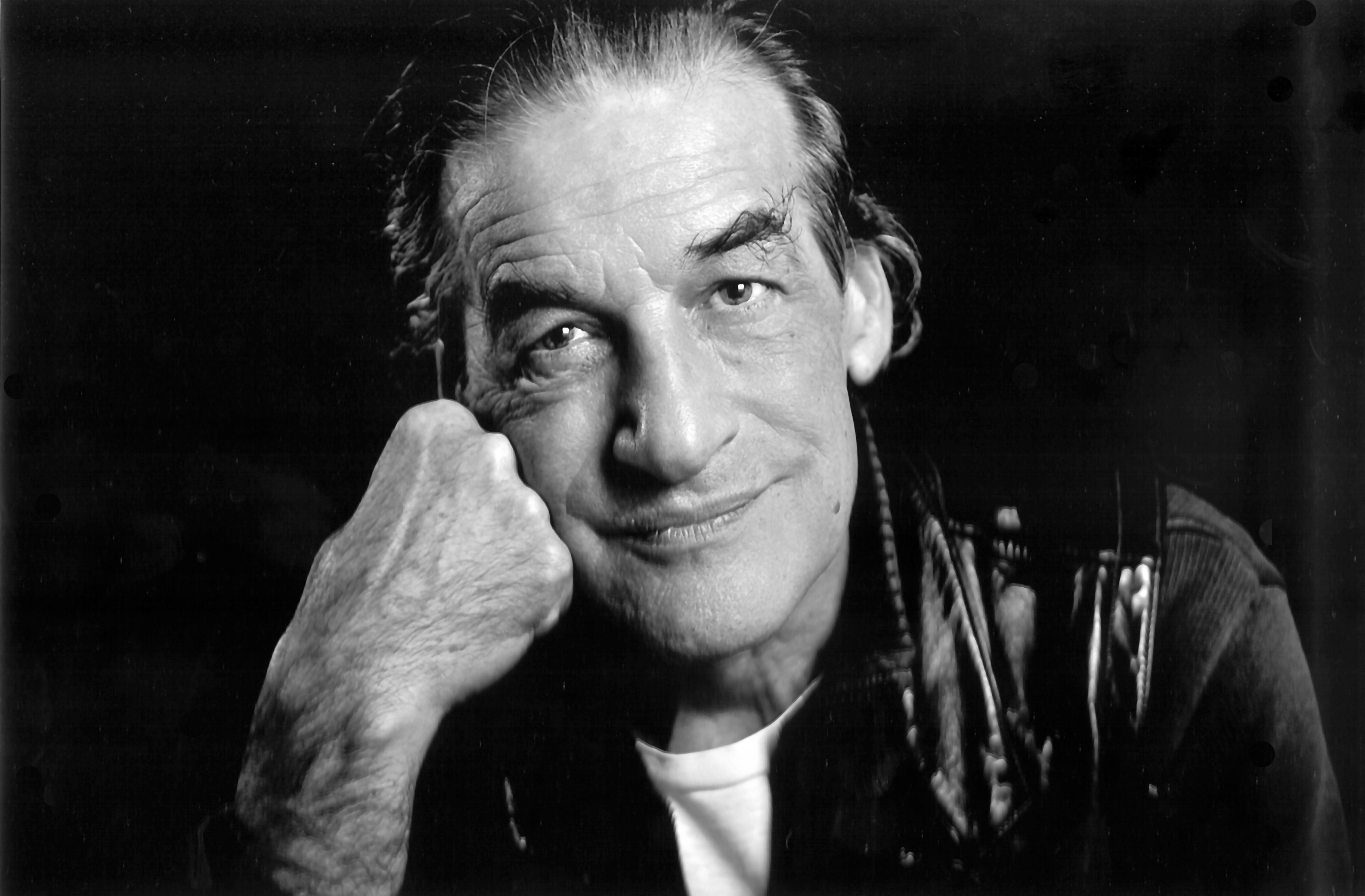
Raimund Krone

Raimund Krone (* 22. August 1946 in Kaufbeuren; † 2. November 2021 in Berlin) war ein deutscher Schauspieler und Synchronsprecher.

## Karriere

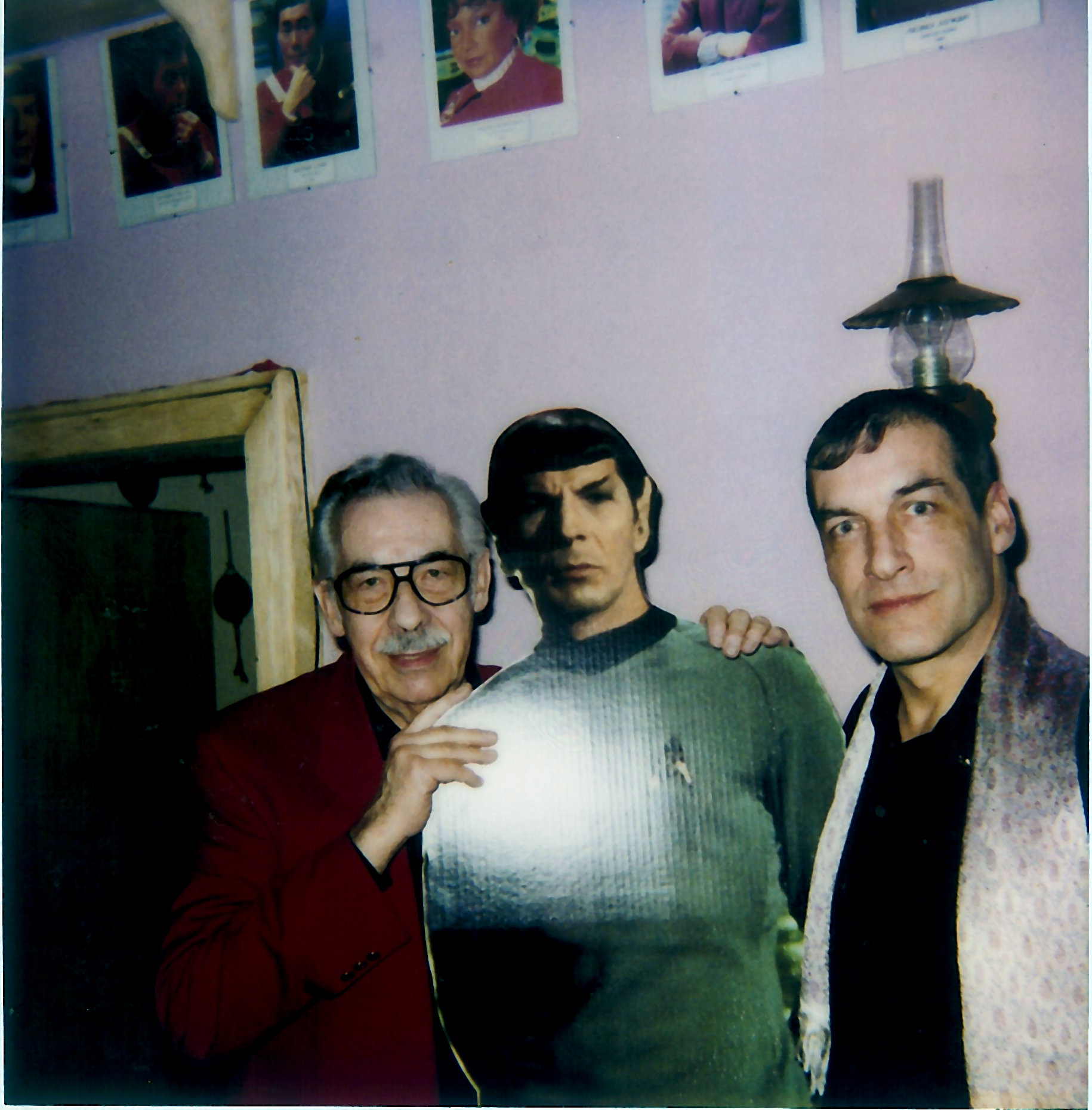
Raimund Krone (rechts) mit Schauspielkollege Herbert Weicker, 1994

Ab Mitte der 1960er-Jahre, als die deutschen Fernsehsender vermehrt ausländische Produktionen einkauften, war er, wie schon sein Vater Otto Krone vor ihm, neben seinem Schauspiel auch als Synchronsprecher tätig. Eine seiner ersten Sprechrollen war in der Serie Bonanza. Es folgten FBI, Hawaii Fünf-Null und Kojak – Einsatz in Manhattan.
Bekannt ist Krone vor allem als Stimme von Michael Dorn (‚Lieutenant Worf‘), den er unter anderem in den Fernsehserien Raumschiff Enterprise – Das nächste Jahrhundert und Star Trek: Deep Space Nine sowie in den Star-Trek-Filmen 7 bis 10, sprach. Zudem lieh Krone unter anderem Samuel L. Jackson in GoodFellas – Drei Jahrzehnte in der Mafia, Christopher Lloyd in DuckTales: Der Film – Jäger der verlorenen Lampe und Kirk Douglas in der zweiten Synchronfassung des Fernsehfilms Der Brady-Skandal seine Stimme.
In vielen bekannten Serien war er in verschiedenen Nebenrollen zu hören; zu den bekanntesten gehören: Love Boat, Das A-Team, Ein Colt für alle Fälle, Cagney & Lacey, Der Denver-Clan, MacGyver, Ally McBeal, Buffy – Im Bann der Dämonen, JAG – Im Auftrag der Ehre, Navy CIS, Malcolm mittendrin, Prison Break, Scrubs – Die Anfänger, CSI: Vegas und Criminal Minds. Krone hat während seiner Laufbahn über 2100 Synchronrollen übernommen. Er sprach jedoch nicht nur Realfilme, sondern war auch bei Zeichentrickfilmen und Spielen gefragt. Weiterhin war er als Off-Stimme in vielen Werbespots zu hören.
2008 sprach er zusammen mit Maybrit Illner für den Langenscheidt-Verlag die CD Politiker–Deutsch, Deutsch–Politiker: Politiker verstehen – leicht gemacht ein. Im selben Jahr übernahm er in einem Hörspiel zum Computerspiel Sacred 2 die Rolle des schakalköpfigen Gott im Berg.

## Privates
Krones Eltern waren die Schauspieler Otto Krone und Michaeline Reichert. Aus seiner Ehe mit Johanna, von der er später geschieden wurde, ging ein gemeinsamer Sohn (* 1970) hervor. Mit der Schriftstellerin Martina Dierks lebte er seit 1998 bis zu ihrem Tod 2012 in Berlin-Schöneberg. Sein Bruder Michael ist ebenfalls Schauspieler. Raimund Krone starb im November 2021 im Alter von 75 Jahren nach kurzer, schwerer Krankheit in Berlin.

## Hörspiele
- 2006–2007 (Komplett Veröffentlichung 2007): Star Wars: Labyrinth des Bösen (nach dem gleichnamigen Roman von James Luceno) als Senator Fang Zar – Buch und Regie Oliver Döring – ISBN 978-3-8291-2087-6

## Synchronrollen (Auswahl)
Michael Dorn
- 1990–1994: Raumschiff Enterprise – Das nächste Jahrhundert (Fernsehserie) als Lt. Worf
- 1994: Star Trek: Treffen der Generationen als Lt. Cmdr. Worf
- 1996: Star Trek: Der erste Kontakt als Lt. Cmdr. Worf
- 1996–2000: Star Trek: Deep Space Nine (Fernsehserie) als Lt. Cmdr. Worf
- 1998: Star Trek: Der Aufstand als Lt. Cmdr. Worf
- 1998: Mörderin aus Liebe als Lieutenant Steve Driscoll
- 2002: Star Trek: Nemesis als Lt. Cmdr. Worf
- 2003: Shade als Jack Thornhill

Christopher Kirby
- 2003: Matrix Reloaded als Mauser
- 2003: Matrix Revolutions als Mauser

### Filme
- 1980: Oliver Maguire in Das Imperium schlägt zurück als Lieutenant Cabbel
- 1989: Raymond Oliver in Chucky – Die Mörderpuppe als Dr. Death
- 1990: Samuel L. Jackson in GoodFellas – Drei Jahrzehnte in der Mafia als Stacks Edwards
- 1990: Christopher Lloyd in DuckTales: Der Film – Jäger der verlorenen Lampe als Merlock
- 1990: Tim Curry in Jagd auf Roter Oktober als Dr. Nikolaj Petrow
- 1990: R. Darrell Hunter in Pretty Woman als Darryl, der Fahrer
- 1991: Jun’ichi Ishida in Akira als Oberst Shikishima
- 1993: Cliff Bemis in Mein Vater – Mein Freund als Det. John Marker
- 1993: Jophrey C. Brown in Jurassic Park als Jophrey, Vorarbeiter am Raptorengehege
- 1995: John Blakey in Judge Dredd als Wache an der Grenzkontrolle
- 1995: Vernon Campbell in 12 Monkeys als Wärter/Lautsprecherstimme
- 1995: Jay Caufield in Sudden Death als Brad Tolliver
- 1997: J.J. Gordon in Hostile Waters – Ein U-Boot-Thriller als Officer 4
- 1998: Jerry Springer in Die Sportskanonen als Jerry Springer
- 1998: William Sanderson in Babylon 5: Das Tor zur 3. Dimension als Deuce
- 1999: Clarke Peters in Notting Hill als Afroamerikanischer Schauspieler
- 2000: Jess Harnell in Die Abenteuer von Santa Claus als Wagif Knook etc.
- 2001: William Powell–Blair in Hannibal als FBI Agent
- 2006: Mark Boone Junior in Unknown als Mann mit Vollbart/Juarez
- 2006: Chris Britton in Silent Hill als Adam
- 2007: The Mother of Tears als Stimme Varelli
- 2011: Evander Holyfield in Arthur als Boxtrainer
- 2011: Conrad Vernon in Der gestiefelte Kater als Raoul
- 2011: Jason Kravits in Morning Glory als ‚Today Show‘ Executive

### Serien

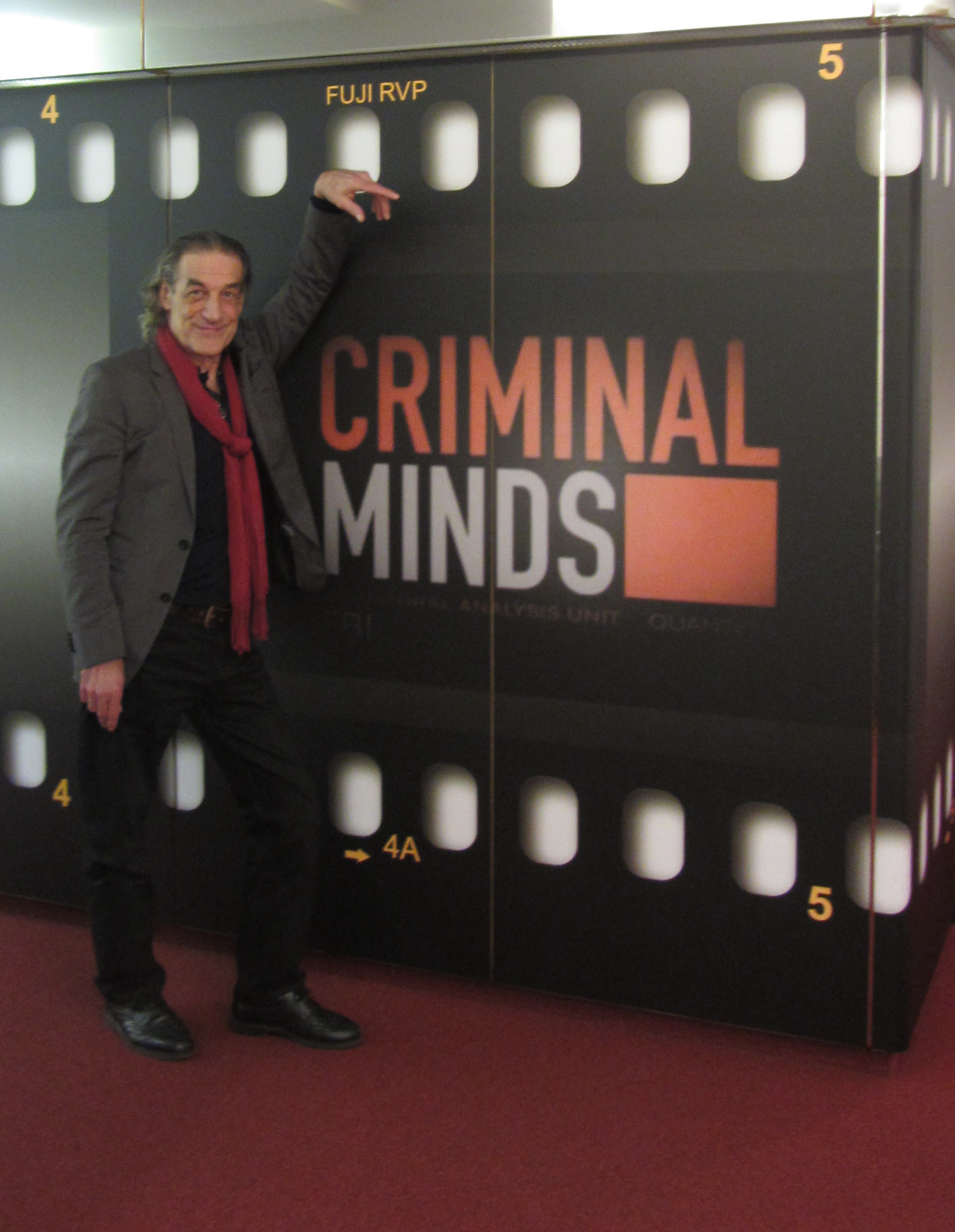
Krone bei Synchronarbeiten zu Criminal Minds (Rolle als Don Black, Staffel 10; Folge 16) in den Ateliers von EuroSync in Berlin am 15. April 2015.

- 1991–1993: Jay Silverheels in The Lone Ranger als Tonto
- 1992–1993: Rod Perry in Die knallharten Fünf als Sgt. David „Deacon“ Kay
- 1993–1994: Timothy Stack in Parker Lewis – Der Coole von der Schule als Parker Lewis’ Vater
- 1996: Jim Cummings in Sonic the Hedgehog als Dirk
- 1998–2001: John Garry in Die Biber Brüder als Barry
- 2006–2020: Criminal Minds, verschiedene Rollen
- 2006–2013: Larry Mitchell in CSI: Vegas als Officer Mitchell
- 2009: Vondie Curtis-Hall in Criminal Minds als Stanley Usher
- 2010–2021: Blue Bloods – Crime Scene New York, verschiedene Rollen
- 2015: Scott McNeil in Ninjago als General Arcturus
- 2015–2017: Michael Donovan in Ninjago als Sensei Yang
- 2016–2020: Grady Lee Richmond in The Ranch als Hank
- 2017–2021: Nicholas Briggs in Doctor Who als Verschiedene Daleks
- 2017: Charité als Abdecker
- 2018: Reg E. Cathey in Marvel’s Luke Cage als Reverend James Lucas